# 海利根施文迪

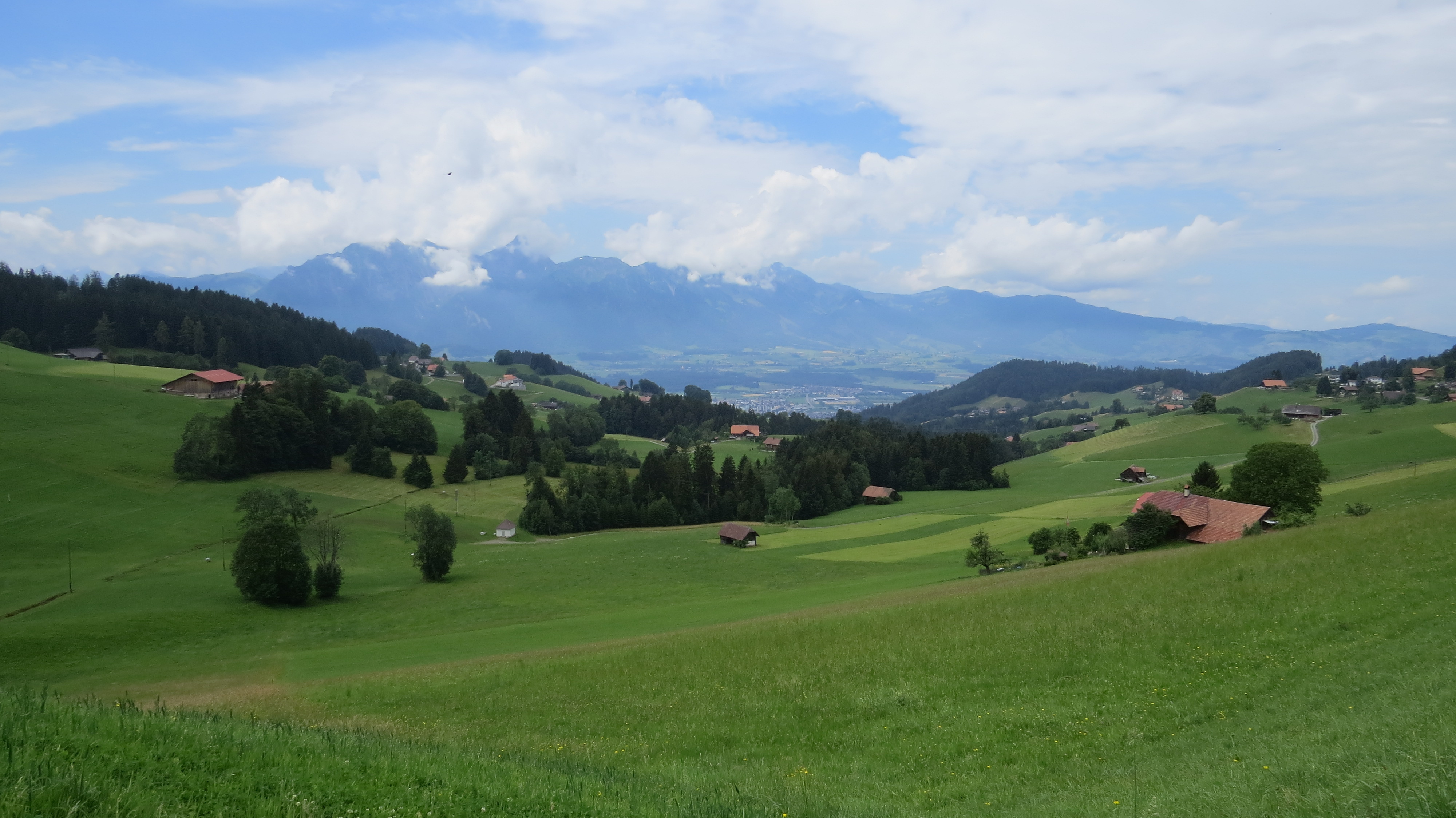

海利根施文迪（Heiligenschwendi）是瑞士的城鎮，位於該國中西部，由伯恩州負責管轄，面積5.55平方公里，海拔高度1,123米，2011年人口678，人口密度每平方公里122人。
46°45′07″N 7°40′56″E / 46.75201°N 7.68229°E